# SN 2011dl
SN 2011dl – supernowa typu Ia odkryta 17 czerwca 2011 roku w galaktyce A161804+2133. W momencie odkrycia miała maksymalną jasność 16,90m.